# Drachma
Drachma (có thể dịch là đracma) còn có tên khác drachmas hoặc drachmae (δραχμή, pl. δραχμές hoặc δραχμαί) là đơn vị tiền tệ của Hy Lạp được sử dụng trước khi đồng Euro được thay thế và hiện nay đồng Drachma có thể sẽ quay trở lại nếu Hy Lạp không có biện pháp giải quyết khủng hoảng nợ và chính sách cứu trợ của Liên minh châu Âu. Các bên trong Liên minh châu Âu cố gắng giải quyết vấn đề Hy Lạp và đưa ra một quyết định cứng rắn "Sẽ không để Hy Lạp rời khỏi Liên minh châu Âu"